# ریه (بهارستان)
ریه روستایی در دهستان میمنت بخش گلستان شهرستان بهارستان استان تهران ایران است.

## جمعیت
بر پایه سرشماری عمومی نفوس و مسکن در سال ۱۳۹۵ جمعیت این مکان ۱٬۵۳۲ نفر (۴۲۸خانوار) بوده‌است.